# Senza movente (film 1971)
Senza movente (Sans mobile apparent) è un film del 1971 diretto da Philippe Labro.
Il protagonista è Jean-Louis Trintignant affiancato da Dominique Sanda e Carla Gravina. Una piccola parte per Laura Antonelli. Dal romanzo Lungo viaggio senza ritorno (Ten plus one) di Ed McBain, il film è ambientato a Nizza.

## Trama
L'ispettore Carella deve indagare su misteriosi omicidi che sconvolgono all'improvviso la città di Nizza e la Costa Azzurra.
Le morti all'apparenza non sembrano avere alcun collegamento. Un rompicapo che tormenta l'ispettore e i suoi diretti superiori. Vengono uccisi un imprenditore, un cartomante, un playboy e anche la giovane fidanzata di Carella. L'ispettore è un tipo determinato, diffidente e sospettoso, acuto osservatore e ha una curiosa abitudine che attira l'attenzione dei sospettati e anche dei poliziotti al suo seguito: si lava spesso le mani, anche se trova una piccola fontana mentre cammina. Capisce comunque che deve andare indietro nel tempo per trovare le connessioni che lo aiutino a districarsi nelle indagini. Il punto di partenza è la messa in scena a Nizza di una commedia teatrale, la stessa commedia che anni prima era stata proposta sempre in Costa Azzurra. Il fatto curioso è che tutti gli assassinati erano stati protagonisti di quella recita teatrale. Carella dunque ha (quasi) capito il nesso e cerca all'indietro i particolari di quella rappresentazione, interrogando tutti quelli che avevano partecipato, anche il regista.
Alla fine, capito in anticipo chi è l'assassino, gli tende una trappola nella quale cade in pieno e l'ispettore lo uccide così in un conflitto a fuoco da lunga distanza, essendo un ottimo tiratore. A caso risolto però decide di abbandonare la Polizia, amareggiato dalle omissioni e patetiche giustificazioni di alcuni indagati e anche dal fatto che una delle vittime era stata la sua fidanzata.